# Izjaslav II. Mstislavič
Izjaslav II. Mstislavič (rusky Изяслав Мстиславич1097 – 13. listopadu 1154) byl kníže z rodu Rurikovců, syn knížete Mstislava Vladimiroviče Velikého, postupně panoval v knížectví kurském, polockém, perejaslavském, volyňském a kyjevském.

## Život

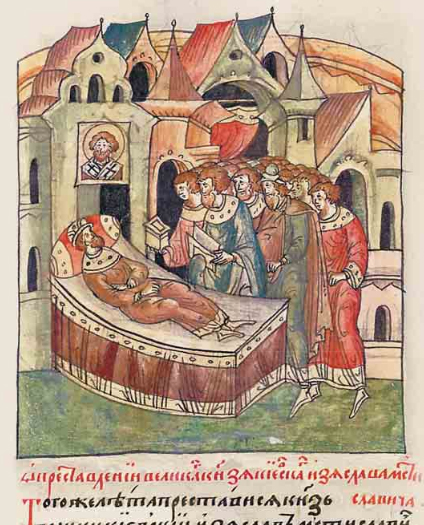
Smrt Izjaslava Mstislaviče

Izjaslav Mstislavič se narodil okolo roku 1097 a při křtu dostal jméno Pantělejmon. Byl druhým synem novogrodského a později kyjevského knížete Mstislava Vladimiroviče a jeho ženy Kristýny Ingesdotter Švédské. Anály ho poprvé zmiňují v roce 1127, kdy byl otcem dosazen do knížectví kurského. Se svými příbuznými se roku 1130 účastnil tažení proti polockým knížatům a po jeho skončení zůstal v Polocku jako tamní vládce. Po smrti Mstislava Vladimiroviče roku 1132 v Kyjevě nastoupil Mstislavův mladší bratr Jaropolk, který Izjaslava převedl do Perejaslavle. Téhož roku však, pod tlakem bratří a ve snaze o udržení aspoň části polocké země (kam se vrátila polocká větev Rurikovců), dosadil do Perejaslavle Vjačeslava Vladimiroviče a Izjaslavovi dal Turov, Pinsk a Minsk. Vjačeslav Vladimirovič se ale roku 1134 vrátil do Turova a vyhnal odtud Izjaslava.
Izjaslav odešel do Novgorodu k bratru Vsevolodu Mstislaviči a společně neúspěšně zaútočili na Jurije Dolgorukého, poté společně s Olgoviči a Polovci pustošili perejaslavskou zemi až k samému Kijevu. Jaropolka tím donutili ustoupit: Izjaslav dostal knížectví volyňské, přičemž tamní kníže Andrej Vladimirovič přešel do Perejaslavli.
Roku 1139 zemřel Jaropolk a Kyjev obsadil Vsevolod Olegovič. Vsevolod byl ženatý s Izjaslavovou sestrou Marií, nicméně přesto se k němu Izjaslav i jeho bratři stavěli opatrně. Po neúspěšném Vsevolodově nájezdu na Izjaslava se oba usmířili a Izjaslav dostal Perejaslav, poté žil s Vsevolodem v míru, i když jeho hlavními spojenci byli jeho bratři, především Rostislav Mstislavič ve Smolensku.
Po smrti Vsevoloda vládu v Kyjevě převzal jeho bratr Igor, vzápětí však, s podporou Kyjevanů, Izjaslav Kyjev dobyl a zajal Igora. Začala tím osmiletá válka o vládu nad Kyjevem mezi Izjaslavem a jeho spojenci (Kyjevany, Berendeji a Torky, černigovskými Davidoviči, knížaty ve Smolensku, Novgorodu a Rjazani) proti dalšímu Vsevolodovu bratru Svjatoslavovi, knížeti novgorod-severskému, podporovanému Jurijem Dolgorukým a Vladimirem Volodarevičem Haličským. Jako kyjevský kníže Izjaslav kontroloval i Volyň, Turov a Perejaslav. Během bojů Jurij Dolgorukij dvakrát dobyl Kyjev (1149 a 1150), dvakrát ho však Izjaslav získal zpět (1150 a 1151).

## Rodina
Jeho první manželkou byla zřejmě dcera římskoněmeckého krále Konráda III. a jeho první manželky Gertrudy z Komburgu. Než v roce 1151 zemřela, porodila mu několik dětí:
- Mstislav II. Izjaslavič;
- Jaroslav II. Izjaslavič;
- Jaropolk Izjaslavič;
- Eudoxie provdaná za polského knížete Meška III.;
- Dcera provdaná za Rogvoloda Borisoviče, knížete polockého a druckého.

Podruhé se v roce 1154 oženil snad s abázskou kněžnou (podle N. M. Karamzina), snad s gruzínskou princeznou Rusudanou z rodu Bagrationů, dcerou Demetria I. Manželství však trvalo jen pár měsíců, protože Izislav II. zemřel 13. listopadu 1154, pohřben je v klášteře svatého Teodora v Kyjevě. Rusudana se následně vrátila do Gruzie.